# Teinophaus hodgei
Teinophaus hodgei är en insektsart som beskrevs av Shane 1948. Teinophaus hodgei ingår i släktet Teinophaus och familjen gräshoppor. Inga underarter finns listade i Catalogue of Life.